# 田山村
田山村（たやまむら）は、昭和31年（1956年）まで岩手県二戸郡の西部に存在していた村。現在の八幡平市北西部にあたる。
田山村沢口の曹洞宗寺院である地蔵寺の縁起『地蔵寺開闢伝』によると、6代目の中善和尚の時代には鹿角郡田山村と記録されている。1803年（享和3年）に『地蔵寺開闢伝』が書かれた当時は二戸郡田山村と変わっている。

## 地理
- 山：矢神岳
- 河川：米代川、兄川

## 沿革
- 明治22年（1889年）4月1日 - 町村制施行にともない、旧来の田山村単独で村制施行して田山村が発足。
- 昭和31年（1956年）9月30日 - 荒沢村と合併し、安代町となる。

## 行政
| 代 | 氏名       | 就任                       | 退任                       | 備考 |
| -- | ---------- | -------------------------- | -------------------------- | ---- |
| 1  | 安保嘉吉   | 明治22年（1889年）5月8日   | 明治28年（1895年）4月6日   |      |
| 2  | 乳井源吾   | 明治28年（1895年）4月19日  | 明治33年（1900年）12月15日 |      |
| 3  | 安保広志   | 明治34年（1901年）1月24日  | 明治37年（1904年）2月28日  |      |
| 4  | 米川権四郎 | 明治37年（1904年）3月26日  | 昭和14年（1939年）3月14日  |      |
| 5  | 金沢良政   | 昭和15年（1940年）1月5日   | 昭和17年（1942年）11月7日  |      |
| 6  | 米川勝己   | 昭和17年（1942年）12月1日  | 昭和21年（1946年）11月5日  |      |
| 7  | 三浦佐之亟 | 昭和22年（1947年）4月8日   |                            |      |
| 8  | 米川勝己   | 昭和30年（1955年）12月12日 | 昭和31年（1956年）9月29日  | 再任 |

## 交通

### 鉄道
- 国鉄花輪線：田山駅 - 兄畑駅